# Hans-Jürgen Pohmann
Hans-Jürgen Pohmann, né le 17 décembre 1947 à Cologne, est un ancien joueur de tennis professionnel allemand.

## Carrière
Durant sa carrière il a remporté 2 titres en simples et 5 en doubles sur le circuit ATP. Il est actuellement commentateur sur la chaîne de télévision Allemande RBB. Sa meilleure performance en tournoi du Grand-Chelem est un 1/4 de finale à Roland-Garros en 1974.
En juillet 1976 il bat à Kitzbühel, Arthur Ashe no 2 mondial 6-4, 6-3.